# Docimodus
Docimodus és un gènere de peixos pertanyent a la família dels cíclids qu es troba a l'Àfrica oriental: el riu Shire i els llacs Malawi i Malombe.

## Taxonomia
- Docimodus evelynae (Eccles & Lewis, 1976)[3][4][5][6]